# Saurita fumosa
Saurita fumosa là một loài bướm đêm thuộc phân họ Arctiinae. Loài này được William Schaus mô tả năm 1912. Loài này có ở Costa Rica.